# Abbaye de Walderbach
L'abbaye de Walderbach est une ancienne abbaye cistercienne située à Walderbach, dans la Land de Bavière, dans le diocèse de Ratisbonne.

## Histoire
Vers 1140, le burgrave Otto I. von Riedenburg de la maison de Babonen (de) fonde à Walderbach un stift confié aux chanoines réguliers de saint Augustin consacré à Sainte Marie et à Saint Nicolas pour servir de maison abbatiale et de crypte pour sa famille. Quelques années plus tard, il devient une abbaye cistercienne, affiliée à l'abbaye de Waldsassen.
En 1556, la Réforme protestante met fin à la présence des moines catholiques, une administration laïque reprend le lieu. Les cisterciens de l'abbaye d'Aldersbach reprennent l'abbaye en 1669. Les bâtiments sont reconstruits dans le style baroque.
Le monastère est finalement dissout en 1803 à la suite de la sécularisation. L'école et d'autres bâtiments sont vendus aux enchères l'année suivante. L'église abbatiale devient une église paroissiale catholique, les bâtiments où vivaient les moines sont convertis en bureaux, en tribunal, en centre paroissial ou en logements pour les forestiers. Dans l'aile ouest, on créé une brasserie. Aujourd'hui, une aile est occupée par un musée consacré à l'arrondissement de Cham.

## Architecture

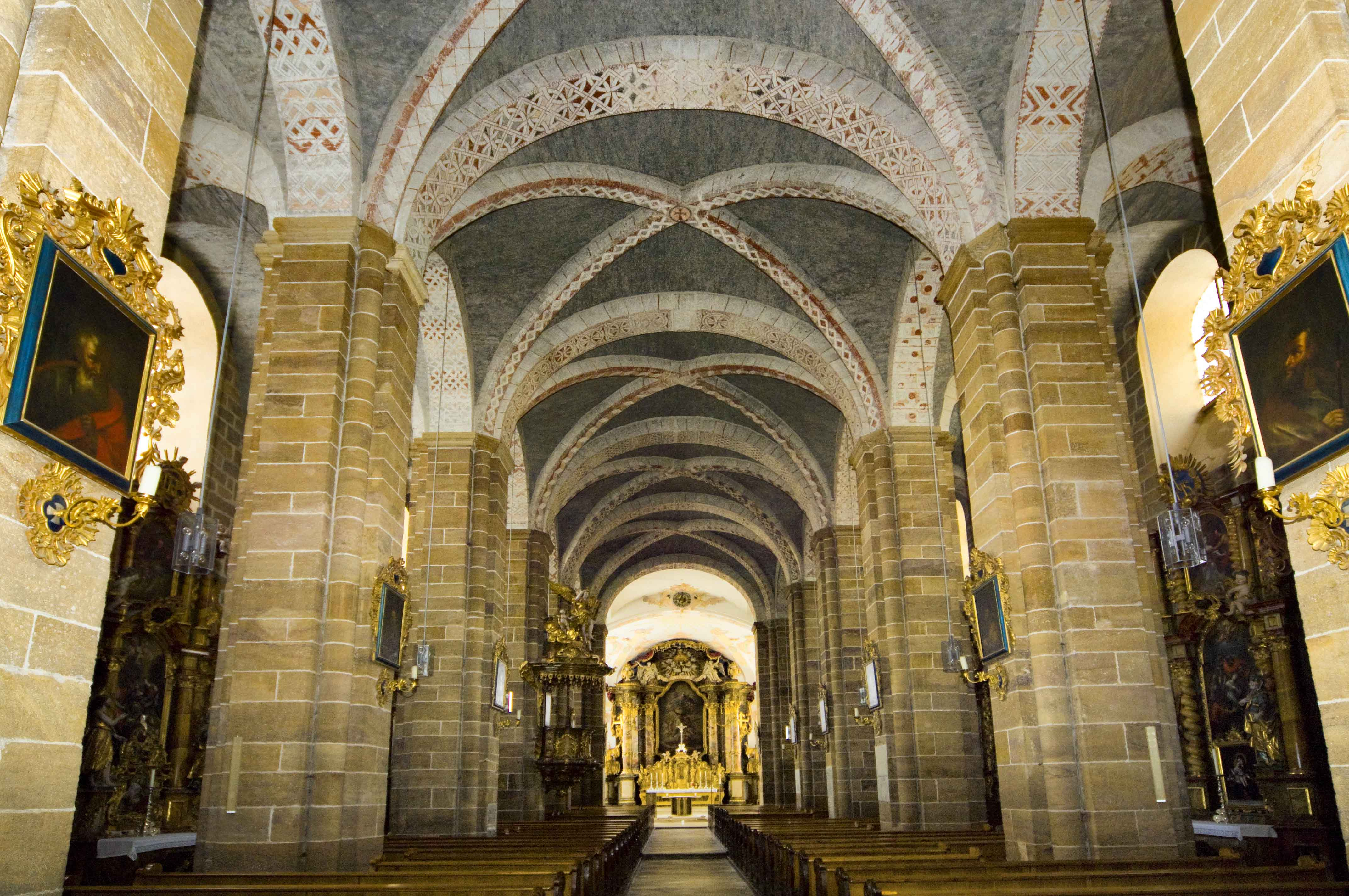
Vue de la nef et du chœur

L'intérêt architectural de l'abbaye de Walderbach réside dans la conservation de sa forme ainsi que des fresques ornementales sur les voûtes de la nef d'origine romane. Seul le chœur fut démoli et reconstruit dans le style baroque. Le clocher de style rococo est élevé au milieu du XVIIIe siècle.